# Mary Hallaren
Mary Agnes Hallaren (4 mai 1907 - 13 février 2005) est une membre des forces armées américaines, troisième directrice du Women's Army Corps (WAC) au moment où ce dernier a été intégré à l'armée des États-Unis. En tant que directrice du WAC, elle est la première femme à rejoindre officiellement l'armée américaine.

## Biographie
Née à Lowell, dans le Massachusetts, elle est la fille de John Joseph Hallaren et Mary Kenney Hallaren. Elle est diplômée en 1925 du Lowell High School et a fréquenté l'Université de Boston. Elle est diplômée du Lowell State Teachers College. Elle est professeur de premier cycle du secondaire pendant 15 ans à Lexington, Massachusetts, et passe ses étés à faire des randonnées aux États-Unis, au Mexique, au Canada et en Europe.
En 1942, Hallaren intègre le Corps auxiliaire féminin de l'armée, qui devient plus tard le WAC.
En 1943, en tant que capitaine, elle commande le premier bataillon de femmes à partir outre-mer. Elle est directrice des éléments du WAC attachés aux 8th et 9th Air Forces. En 1945, elle atteint le grade de  lieutenant-colonel et commande tout le personnel du WAC sur le théâtre européen.
Le 7 mai 1947, le secrétaire à la guerre Robert P. Patterson la promeut au grade de colonel et la nomme troisième directrice du WAC. Le 12 juin 1948, lorsque le WAC a été officiellement intégré dans l'armée, elle est devenue la première femme à servir comme officier régulier de l'armée (il y avait des femmes membres du corps médical de l'armée depuis 1947). Elle a reçu le numéro militaire L–1. 

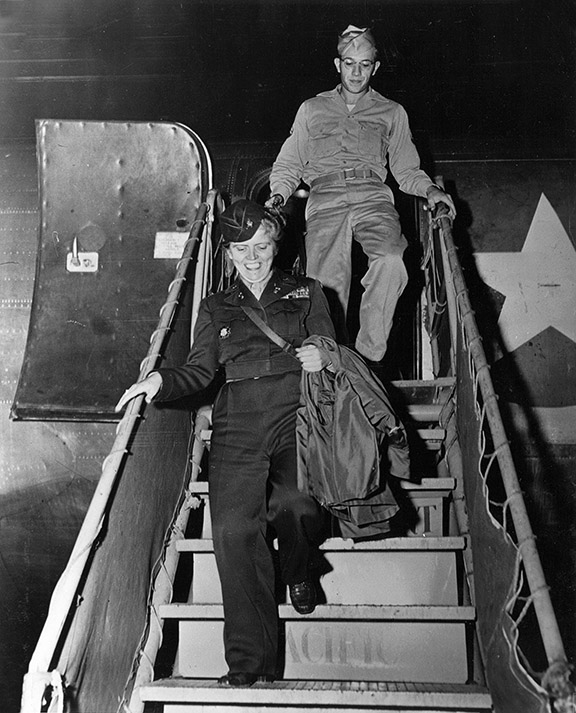
Col. Mary A. Hallaren, directrice du WAC, arrive au Japon pour une visite des troupes, le 24 septembre 1947.

Fin 1952, Hallaren avait été près de six ans directrice du WAC. Elle dirige les procédures d'assimilation des WAC dans les composantes régulières et de réserve entre 1948 et 1950 ; supervise la relance du recrutement du WAC et l'ouverture du centre de formation dédié ; par ailleurs, elle dirige le Corps pendant la majeure partie de la guerre de Corée. Après avoir quitté sa fonction de directrice, elle reste en service actif pendant encore sept ans avant de prendre sa retraite en 1960 à 53 ans. Elle reçoit la Legion of Merit, la Bronze star et la Croix de Guerre de France. Elle travaille ensuite au Département du travail des États-Unis en tant que directrice de la division Women in Community Service. Elle prend sa retraite en 1978 mais continue d'agir à titre consultatif.
Dans les années 1990, elle a été l'un des principaux promoteurs du mémorial des femmes tombées au service militaire pour l'Amérique au cimetière national d'Arlington, qui a été inauguré en 1997. Elle a été intronisée au National Women's Hall of Fame à Seneca Falls, New York, en 1996, et a été présentée par Tom Brokaw dans son livre The Greatest Generation .
Elle est décédée au pavillon Arleigh Burke, une résidence pour le personnel militaire à la retraite à McLean, en Virginie. Elle est enterrée au cimetière Saint Patrick à Lowell, Massachusetts.

## Médailles
- Legion of Merit[3]
- Bronze Star Medal[3]
- Croix de guerre 1939-1945[3]